# 勧修寺経直
勧修寺 経直（かじゅうじ つねなお）は、室町時代中期の公卿。官位は正四位下・参議。勧修寺家6代当主。

## 経歴
権大納言・勧修寺経豊の子として誕生。兄で権中納言・勧修寺経興の養子となる。
文安6年（1449年）3月10日、参議となり公卿に列するが、3日後に薨去。
家督は甥で養子の教秀が継いだ。

## 系譜
- 父：勧修寺経豊
- 母：不詳
- 養父：勧修寺経興（1396-1437）
- 妻：不詳
  - 男子：勧修寺経茂（1430-1500）
- 養子
  - 男子：勧修寺教秀（1426-1496） - 勧修寺経興の子